# پشت‌صحنه (فیلم ۱۹۳۹)
پشت‌صحنه (انگلیسی: Backstage) فیلمی در ژانر کمدی به کارگردانی آلساندرو بلازتی محصول سال ۱۹۳۹ است.

## بازیگران
- فیلیپو رومیتو در نقش Il baritone Alberto De Sanni
- الیزا کگانی در نقش Diana Martelli - la pianista
- کامیلو پیلوتو در نقش Parsifal Bernocchio
- لیا اورلاندینی در نقش Mirna Martelli - la zia di Diana
- انتسو بیلیوتی در نقش Silvio Dentice
- اوگو چزری در نقش Terenzio
- جووانی گراسو در نقش Il commissario
- فائوستو گوئرتسونی در نقش Il vice commissario
- ارمانو رووری در نقش Un giornalista
- رومولو کوستا در نقش Sablonscky
- Mario Pucci در نقش Il portiere dell'albergo
- اورتا فیومه در نقش La fioraia a bordo
- چزاره زوپتی در نقش Il portiere dell'uscita degli artisti
- Federico Collino در نقش Il portiere dell'entrata al palcoscenico
- آکیله مایرونی در نقش Un signore a bordo
- Sandro Dani در نقش Il funzionario della stazione
- Nino Eller در نقش Il controllore alla stazione
- نینو کریسمن در نقش Un cameriere a bordo